# Sidney Poitier
Sidney Poitier, ejtsd [ˈpwɑːtjeɪ], (Miami, Florida, 1927. február 20. – Los Angeles, 2022. január 6.) Oscar-díjas bahamai-amerikai színész, filmrendező.

## Élete és pályafutása
1927. február 20-án született Miamiban Reginald James Poitier és Evelyn Poitier gyermekeként.
Dolgozott építőmunkásként, eladóként, dokkmunkásként. 1946–tól az Amerikai Néger Színházban játszott. 1949-től a Hollywoodban szerepelt. 1950-től fogva játszott filmekben. 1969-ben a First Artists Productions egyik alapítója volt. 1971-ben debütált filmrendezőként. 1994-től a Walt Disney Corporation igazgatótanácsának elnöke volt.

## Magánélete
1950–1965 között Juanita Hardy volt a házastársa, akivel négy leányuk született. 1959–1968 között Diahann Carroll volt az élettársa. 1976-tól haláláig Joanna Shimkus, kanadai színész és fotómodell volt a felesége, akivel két leányuk van.

## Filmográfia

### Film

#### Rendező
| Év   | Magyar cím           | Eredeti cím           |
| ---- | -------------------- | --------------------- |
| 1972 | Buck és a prédikátor | Buck and the Preacher |
| 1973 |                      | A Warm December       |
| 1974 |                      | Uptown Saturday Night |
| 1975 |                      | Let's Do It Again     |
| 1977 |                      | A Piece of the Action |
| 1980 | Dutyi dili           | Stir Crazy            |
| 1982 | Ki kém, ki nem kém   | Hanky Panky           |
| 1985 | Gyors siker          | Fast Forward          |
| 1990 | Túlvilági papa       | Ghost Dad             |

#### Színész
| Év   | Magyar cím                            | Eredeti cím                  | Szerep                               | Magyar hang       |
| ---- | ------------------------------------- | ---------------------------- | ------------------------------------ | ----------------- |
| 1947 |                                       | Sepia Cinderella             | statiszta (stáblistán nem szerepel)  |                   |
| 1950 | Nincs kiút                            | No Way Out                   | Dr. Luther Brooks                    |                   |
| 1951 | Ha eljön a hajnal                     | Cry, the Beloved Country     | Msimangu tiszteletes                 |                   |
| 1952 |                                       | Red Ball Express             | Andrew Robertson tizedes             |                   |
| 1954 |                                       | Go Man Go                    | Inman Jackson                        |                   |
| 1955 | Tábladzsungel                         | Blackboard Jungle            | Gregory W. Miller                    | Kálid Artúr       |
| 1956 |                                       | Good-bye, My Lady            | Gates Watson                         |                   |
| 1957 | A város széle                         | Edge of the City             | Tommy Tyler                          |                   |
| 1957 | Valami érték                          | Something of Value           | Kimani Wa Karanja                    |                   |
| 1957 |                                       | Band of Angels               | Rau-Ru Ponce de Leon                 |                   |
| 1957 |                                       | The Mark of the Hawk         | Obam                                 |                   |
| 1958 |                                       | Virgin Island                | Marcus                               |                   |
| 1958 | A megbilincseltek                     | The Defiant Ones             | Noah Cullen                          | Lőte Attila       |
| 1958 | A megbilincseltek                     | The Defiant Ones             | Noah Cullen                          | Kálid Artúr       |
| 1958 | A megbilincseltek                     | The Defiant Ones             | Noah Cullen                          | Bolla Róbert      |
| 1959 |                                       | Porgy and Bess               | Porgy                                |                   |
| 1960 |                                       | All the Young Men            | Eddie Towler őrmester                |                   |
| 1961 | A napfény nem eladó                   | A Raisin in the Sun          | Walter Lee Younger                   | Sztankay István   |
| 1961 | Párizs blues                          | Paris Blues                  | Eddie Cook                           | Kálid Artúr       |
| 1961 | Párizs blues                          | Paris Blues                  | Eddie Cook                           | Szokol Péter      |
| 1962 | Nyomás alatt                          | Pressure Point               | Doktor                               | Mihályi Győző     |
| 1963 | A vikingek kincse                     | The Long Ships               | Aly Mansuh király                    |                   |
| 1963 | Nézzétek a mezők liliomait            | Lilies of the Field          | Homer Smith                          | Kálid Artúr       |
| 1965 | A Bedford incidens                    | The Bedford Incident         | Ben Munceford                        |                   |
| 1965 | A világ legszebb története – A Biblia | The Greatest Story Ever Told | Kürénéi Simon                        | nem szólal meg    |
| 1965 | Fekete-fehér                          | A Patch of Blue              | Gordon Ralfe                         |                   |
| 1965 | Gyenge cérna                          | The Slender Thread           | Alan Newell                          |                   |
| 1966 | Párbaj Diablónál                      | Duel at Diablo               | Toller, lókereskedő                  | Kőszegi Ákos      |
| 1967 | Tanár úrnak szeretettel               | To Sir, with Love            | Mr. Mark Thackeray                   | Bitskey Tibor     |
| 1967 | Tanár úrnak szeretettel               | To Sir, with Love            | Mr. Mark Thackeray                   | Kőszegi Ákos      |
| 1967 | Forró éjszakában                      | In the Heat of the Night     | Virgil Tibbs nyomozó                 | Bujtor István     |
| 1967 | Forró éjszakában                      | In the Heat of the Night     | Virgil Tibbs nyomozó                 | Gáti Oszkár       |
| 1967 | Forró éjszakában                      | In the Heat of the Night     | Virgil Tibbs nyomozó                 | Galambos Péter    |
| 1967 | Találd ki, ki jön vacsorára!          | Guess Who's Coming to Dinner | Dr. John Wade Prentice               | Juhász Jácint     |
| 1967 | Találd ki, ki jön vacsorára!          | Guess Who's Coming to Dinner | Dr. John Wade Prentice               | Kálid Artúr       |
| 1968 |                                       | For Love of Ivy              | Jack Parks                           |                   |
| 1969 |                                       | The Lost Man                 | Jason Higgs                          |                   |
| 1970 | Mr. Tibbs nyomoz                      | They Call Me Mister Tibbs!   | Virgil Tibbs hadnagy                 | Bujtor István     |
| 1970 | Mr. Tibbs nyomoz                      | They Call Me Mister Tibbs!   | Virgil Tibbs hadnagy                 | Bolla Róbert      |
| 1971 |                                       | Brother John                 | John Kane                            |                   |
| 1971 | A szervezet                           | The Organization             | Virgil Tibbs hadnagy                 | Bujtor István     |
| 1971 | A szervezet                           | The Organization             | Virgil Tibbs hadnagy                 | Bolla Róbert      |
| 1972 | Buck és a prédikátor                  | Buck and the Preacher        | Buck                                 | Viczián Ottó      |
| 1973 |                                       | A Warm December              | Dr. Matt Younger                     |                   |
| 1974 |                                       | Uptown Saturday Night        | Steve Jackson                        |                   |
| 1975 | A Wilby összeesküvés                  | The Wilby Conspiracy         | Shack Twala                          | Haás Vander Péter |
| 1975 |                                       | Let's Do It Again            | Clyde Williams                       |                   |
| 1977 |                                       | A Piece of the Action        | Manny Durrell                        |                   |
| 1988 | Gyilkos lövés                         | Shoot to Kill                | Warren Stantin FBI-ügynök            | Gáti Oszkár       |
| 1988 | A kis Nikita                          | Little Nikita                | Roy Parmenter                        | Koroknay Géza     |
| 1992 | Komputerkémek                         | Sneakers                     | Donald Crease                        | Papp János        |
| 1997 | A Sakál                               | The Jackal                   | Carter Preston FBI-igazgatóhelyettes | Papp János        |

Dokumentumfilmek
- 1970: King: A Filmed Record... Montgomery to Memphis – narrátor
- 1994: A Century of Cinema (dokumentumfilm) – önmaga
- 1996: Wild Bill: Hollywood Maverick – önmaga
- 2001: Ralph Bunche: An American Odyssey – narrátor
- 2004: Tell Them Who You Are – önmaga
- 2008: Mr. Warmth: The Don Rickles Project – önmaga
- 2022: Sidney  – önmaga (posztumusz megjelenés)

### Televízió
| Év        | Magyar cím                 | Eredeti cím                      | Szerep            | Megjegyzések                              |
| --------- | -------------------------- | -------------------------------- | ----------------- | ----------------------------------------- |
| 1952      |                            | CBS Television Workshop          | fellépő           | 1 epizód                                  |
| 1952      |                            | Omnibus                          | fellépő           | 1 epizód                                  |
| 1962      |                            | Tonight Starring Jack Paar       | önmaga            | 1 epizód                                  |
| 1969      |                            | The Mike Douglas Show            | önmaga            | 1 epizód                                  |
| 1972      |                            | The Dick Cavett Show             | önmaga            | 1 epizód                                  |
| 1972      |                            | The New Bill Cosby Show          | önmaga            | 1 epizód                                  |
| 1975      |                            | The Merv Griffin Show            | önmaga            | 1 epizód                                  |
| 1979      |                            | The Mike Douglas Show            | önmaga            | 1 epizód                                  |
| 1991      |                            | Separate but Equal               | Thurgood Marshall | minisorozat (2 epizód)                    |
| 1995      | A préri vad gyermekei      | Children of the Dust             | Gypsy Smith       | minisorozat (2 epizód)                    |
| 1996      | Tanár úrnak szeretettel 2. | To Sir, with Love II             | Mark Thackeray    | - tévéfilm - magyar hangja: - Melis Gábor |
| 1997      | Mandela és de Klerk        | Mandela and de Klerk             | Nelson Mandela    | tévéfilm                                  |
| 1998      | Szabadulás az Édenből      | Free of Eden                     | Will Cleamons     | tévéfilm                                  |
| 1998      |                            | David and Lisa                   | Dr. Jack Miller   | tévéfilm                                  |
| 1999      |                            | The Simple Life of Noah Dearborn | Noah Dearborn     | tévéfilm                                  |
| 2000–2007 |                            | The Oprah Winfrey Show           | önmaga            | 5 epizód                                  |
| 2001      | Puszta kézzel              | The Last Brickmaker in America   | Henry Cobb        | tévéfilm                                  |
| 2008      |                            | Larry King Live                  | önmaga            | 1 epizód                                  |

## Művei
- This Life (1980)
- The Measure of a Man: A Spiritual Autobiography (2000)

## További információ
- Sidney Poitier a PORT.hu-n (magyarul)
- Sidney Poitier az Internetes Szinkronadatbázisban (magyarul)
- Sidney Poitier az Internet Movie Database-ben (angolul)
- Sidney Poitier a Rotten Tomatoeson (angolul)
- Sidney Poitier az AlloCiné weboldalán (franciául)
- Sidney Poitier Profile. Famousfix.com. (Hozzáférés: 2023. január 18.)